# Villarriba y Villabajo (campaña)
Villarriba y Villabajo son dos pueblos españoles ficticios que sirven de escenario para una serie de campañas publicitarias de la marca Fairy de Procter & Gamble. Creada originalmente en España en 1991 para el líquido lavavajillas Fairy, la campaña se ha ido renovando con el paso de los años, ampliándose a otros productos de la marca y utilizándose en varios mercados internacionales.

## Desarrollo
Procter & Gamble introdujo el líquido lavavajillas Fairy en España en 1982. En 1991, la agencia de publicidad Grey Spain concibió para ellos una campaña publicitaria para el mercado español centrada en un anuncio de televisión en el que existen dos pueblos ficticios, Villarriba y Villabajo, los cuales se disponen a realizar sus fiestas populares. Para comenzar el día de fiesta, en Villarriba y en Villabajo se disponen a preparar una enorme paella para todos los vecinos; ambos pueblos compiten entre sí por la mejor paella y la mejor fiesta a la vez. A la hora de fregar la paellera gigante, cada pueblo se dispone a realizar el trabajo, cuyo resultado es evidente; los de Villarriba, que utilizan ampliamente el líquido lavavajillas Fairy, terminan rápido debido a la potencia de su fórmula concentrada, la cual es hasta cuatro veces más eficaz, y salen temprano todos juntos y felices para iniciar la celebración, mientras que los de Villabajo, que utilizan otro líquido lavavajillas, no pueden ir a celebrar porque, aunque se haga de noche, siguen fregando la paellera. El comercial finaliza con el lema «Fairy es el milagro antigrasa».  El éxito de la campaña permitió a la marca pasar de una discreta cuota de mercado del 6% al 40% en España,  superando al líquido lavavajillas Mistol de Henkel –el más vendido hasta entonces–, y consiguiendo dominar el mercado español. 
El anuncio pronto fue doblado a otros idiomas y utilizado en mercados como Reino Unido, Alemania, Rusia, Portugal y Grecia, sustituyendo la botella de detergente por la correspondiente local. En la propia Alemania, la campaña permitió a Fairy convertirse rápidamente en uno de los tres líquidos lavavajillas más vendidos del país. 
La campaña publicitaria se ha renovado –y exportado– muchas veces a lo largo de los años mostrando diferentes fiestas de Villarriba y Villabajo –donde hay que fregar diferentes cacerolas, bandejas, fuentes y hasta parrillas gigantes o lavar una gran cantidad de platos sucios–, se amplió a otros productos de la marca –como detergente para lavavajillas y detergente para ropa- e incluso ha tenido versiones locales en el extranjero –como Neukirch y Altkirch en Alemania o Vila de Cima y Vila de Baixo en Portugal–. O inclusive en Argentina para su marca local Magistral, donde los pueblos se llaman La Moderna y La de Antaño.
La ubicación de Villarriba y Villabajo nunca ha sido revelada y no mantiene continuidad entre los diferentes comerciales, ya que muestran arquitecturas, paisajes y fiestas diferentes. Las localizaciones reales utilizadas para el rodaje incluyen las localidades de Brunete y Torrelaguna.  Para diferenciar los pueblos ficticios, en Villarriba utilizan ampliamente en las fiestas el color verde, habitual y característico de Fairy –en delantales, ropa, manteles, pancartas y adornos–, mientras que en Villabajo utilizan el azul. El nombre de los pueblos es un juego de palabras con la palabra española villa, y las palabras arriba y abajo. Después de algún tiempo, ambas localidades quedaron fusionadas en una gran localidad llamada Villaenmedio, donde visten ropa de rayas verdes y azules en las fiestas.
En 2016, Procter & Gamble –uno de los mayores anunciantes de España– eligió Villarriba y Villabajo como su mejor campaña publicitaria jamás realizada en el país dada su popularidad y excelentes resultados de posicionamiento de marca. 

## Legado

### Series de televisión
El anuncio de televisión fue la inspiración para una serie de comedia de Televisión Española titulada Villarriba y Villabajo. Para la serie de televisión, Villarriba y Villabajo son dos pueblos limítrofes pertenecientes a dos provincias distintas en dos comunidades autónomas distintas que forman un mismo núcleo poblacional. La serie se rodó en Colmenar de Oreja lugar que sufrió modificaciones para representar ambos pueblos ficticios, con las casas de Villarriba pintadas de amarillo y las casas de Villabajo pintadas de azul.  Procter & Gamble, que no participó en la producción de la serie, dio luz verde al proyecto a cambio de espacios publicitarios en la cadena. 

### Récord mundial
Siguiendo la idea de fregar paellas de gran tamaño introducida en los anuncios de Villarriba y Villabajo, Procter & Gamble encargó al chef Antonio Galbis batir el récord mundial de la paella más grande a modo de evento publicitario. El 2 de octubre de 2001, en el distrito madrileño de Moratalaz, ochenta cocineros utilizaron 6000 kilogramos (13 227,7 lb) de arroz, 5500 kg (12 125,4 lb) de vegetales, 12 500 kg (27 557,8 lb) de carne, 195 kg (429,9 lb) de sal, 28 kg (61,7 lb) de especias, 1 kg (2,2 lb) de hebras de azafrán, 30 000 kg (66 138,7 lb) de leña, 15 000 litros (3962,6 galAm) de agua, y 1100 L (290,6 galAm) de aceite de oliva en una paellera de 21,5 metros (23,5 yd) de diámetro para preparar una paella que produjo 110.000 porciones que fueron consumidas por quienes asistieron al evento. 
Cuando terminaron de servir, lavaron la paellera con un solo 1 litro (0,3 galAm) botella de líquido Fairy, y 16.621 platos sucios adicionales con otra botella de 1 litro. Lanzaron un comercial de televisión posterior con imágenes filmadas en el evento. Rompieron el anterior récord mundial de paella más grande establecido en 1992, y hasta 2023 no ha sido superado.